# Daihatsu Midget
Il Daihatsu Midget è un veicolo da trasporto leggero, originariamente a tre ruote (motocarro), prodotto dalla casa automobilistica giapponese Daihatsu dal 1957 fino al 2002.

## Storia

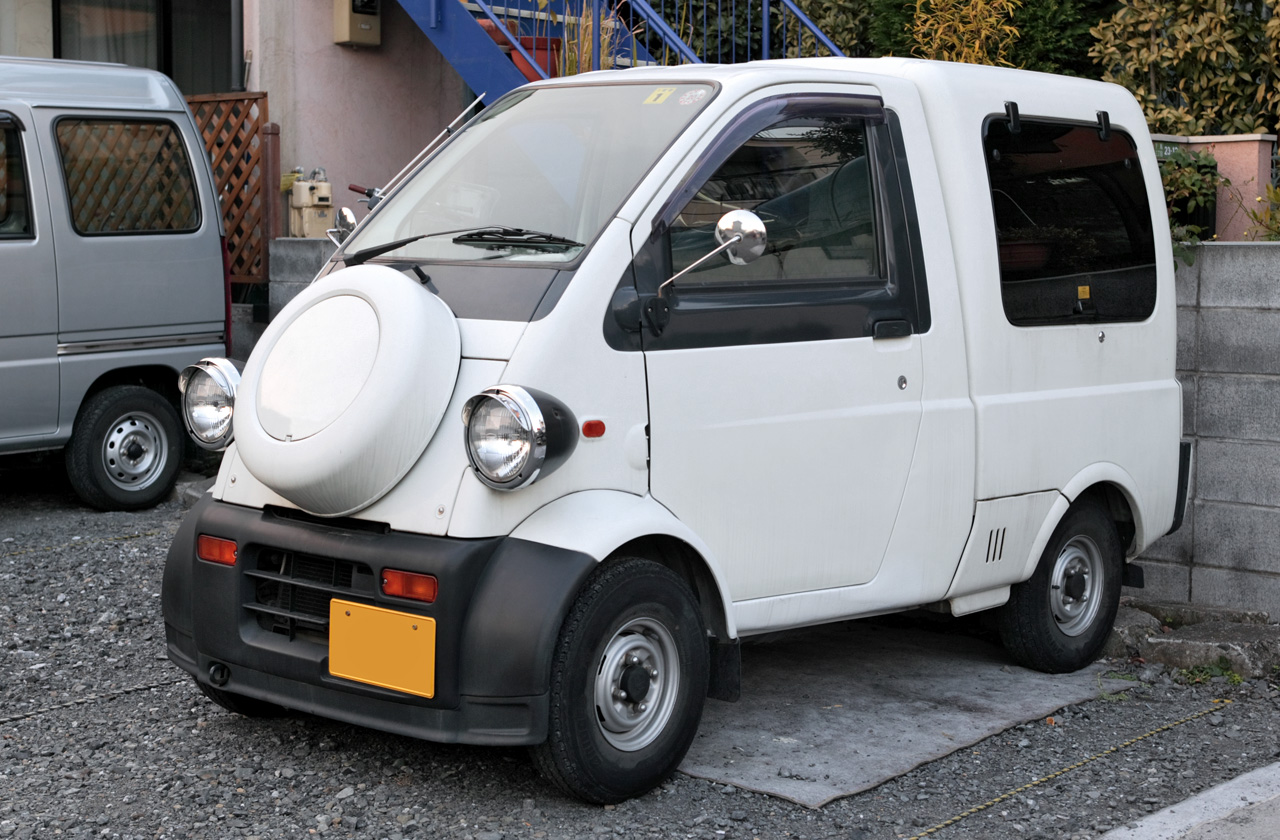
Una Midget di seconda generazione

Sviluppata negli anni cinquanta, la Midget fu introdotta sul mercato nel 1957. La produzione della prima generazione cessò nel 1972, per un totale di 336.534 esemplari. Nel 1996 fu lanciata una nuova versione, rimasta sul mercato fino al 2002.